# Push It (Salt-N-Pepa)
Push It is een nummer van de Amerikaanse band Salt-N-Pepa, afkomstig van het debuutalbum Hot, Cool & Vicious. Op 8 maart 1987 werd het nummer eerst in de VS en Canada op single uitgebracht en op 18 juni 1988 volgden Europa, Australië en Nieuw-Zeeland.

## Achtergrond
De plaat werd een wereldwijde hit en behaalde in thuisland de Verenigde Staten de negentiende positie in de Billboard Hot 100. In Canada werd de zevende positie behaald, Australië de derde, Nieuw-Zeeland de vierde, Denemarken de veertiende, IJsland de zevende, Noorwegen de vierde, Zweden de tweede, Finland de zestiende, Duitsland en Oostenrijk de negende, Zwitserland en Ierland de zesde, de Eurochart Hot 100 de derde en in het Verenigd Koninkrijk de tweede positie in de UK Singles Chart.
In Nederland werd de plaat veel gedraaid op Radio 3 en werd een hit. De plaat bereikte in zowel de Nederlandse Top 40 als de Nationale Hitparade Top 100 de nummer 1-positie. In Vlaanderen bereikte de plaat eveneens de nummer 1-positie in zowel de voorloper van de Ultratop 50 als de Radio 2 Top 30. Het was hiermee de eerste nummer 1-hit van de groep in Nederland en Vlaanderen.
In 2021 was de plaat te horen in een radio-en televisie reclame van Jumbo Supermarkten.

## Hitnoteringen

### Nederlandse Top 40
| Hitnotering: 18-06-1988 t/m 17-09-1988 | Hitnotering: 18-06-1988 t/m 17-09-1988 | Hitnotering: 18-06-1988 t/m 17-09-1988 | Hitnotering: 18-06-1988 t/m 17-09-1988 | Hitnotering: 18-06-1988 t/m 17-09-1988 | Hitnotering: 18-06-1988 t/m 17-09-1988 | Hitnotering: 18-06-1988 t/m 17-09-1988 | Hitnotering: 18-06-1988 t/m 17-09-1988 | Hitnotering: 18-06-1988 t/m 17-09-1988 | Hitnotering: 18-06-1988 t/m 17-09-1988 | Hitnotering: 18-06-1988 t/m 17-09-1988 | Hitnotering: 18-06-1988 t/m 17-09-1988 | Hitnotering: 18-06-1988 t/m 17-09-1988 | Hitnotering: 18-06-1988 t/m 17-09-1988 | Hitnotering: 18-06-1988 t/m 17-09-1988 | Hitnotering: 18-06-1988 t/m 17-09-1988 |
| Week                                   | 1                                      | 2                                      | 3                                      | 4                                      | 5                                      | 6                                      | 7                                      | 8                                      | 9                                      | 10                                     | 11                                     | 12                                     | 13                                     | 14                                     |                                        |
| -------------------------------------- | -------------------------------------- | -------------------------------------- | -------------------------------------- | -------------------------------------- | -------------------------------------- | -------------------------------------- | -------------------------------------- | -------------------------------------- | -------------------------------------- | -------------------------------------- | -------------------------------------- | -------------------------------------- | -------------------------------------- | -------------------------------------- | -------------------------------------- |
| Nummer                                 | 25                                     | 14                                     | 8                                      | 4                                      | 2                                      | 1                                      | 1                                      | 1                                      | 2                                      | 2                                      | 5                                      | 15                                     | 32                                     | 40                                     | uit                                    |

### Nationale Hitparade Top 100
| Hitnotering: 04-06-1988 t/m 08-10-1988 | Hitnotering: 04-06-1988 t/m 08-10-1988 | Hitnotering: 04-06-1988 t/m 08-10-1988 | Hitnotering: 04-06-1988 t/m 08-10-1988 | Hitnotering: 04-06-1988 t/m 08-10-1988 | Hitnotering: 04-06-1988 t/m 08-10-1988 | Hitnotering: 04-06-1988 t/m 08-10-1988 | Hitnotering: 04-06-1988 t/m 08-10-1988 | Hitnotering: 04-06-1988 t/m 08-10-1988 | Hitnotering: 04-06-1988 t/m 08-10-1988 | Hitnotering: 04-06-1988 t/m 08-10-1988 | Hitnotering: 04-06-1988 t/m 08-10-1988 | Hitnotering: 04-06-1988 t/m 08-10-1988 | Hitnotering: 04-06-1988 t/m 08-10-1988 | Hitnotering: 04-06-1988 t/m 08-10-1988 | Hitnotering: 04-06-1988 t/m 08-10-1988 | Hitnotering: 04-06-1988 t/m 08-10-1988 | Hitnotering: 04-06-1988 t/m 08-10-1988 | Hitnotering: 04-06-1988 t/m 08-10-1988 | Hitnotering: 04-06-1988 t/m 08-10-1988 | Hitnotering: 04-06-1988 t/m 08-10-1988 |
| Week                                   | 1                                      | 2                                      | 3                                      | 4                                      | 5                                      | 6                                      | 7                                      | 8                                      | 9                                      | 10                                     | 11                                     | 12                                     | 13                                     | 14                                     | 15                                     | 16                                     | 17                                     | 18                                     | 19                                     |                                        |
| -------------------------------------- | -------------------------------------- | -------------------------------------- | -------------------------------------- | -------------------------------------- | -------------------------------------- | -------------------------------------- | -------------------------------------- | -------------------------------------- | -------------------------------------- | -------------------------------------- | -------------------------------------- | -------------------------------------- | -------------------------------------- | -------------------------------------- | -------------------------------------- | -------------------------------------- | -------------------------------------- | -------------------------------------- | -------------------------------------- | -------------------------------------- |
| Nummer                                 | 94                                     | 63                                     | 18                                     | 13                                     | 5                                      | 3                                      | 3                                      | 2                                      | 1                                      | 1                                      | 2                                      | 3                                      | 7                                      | 11                                     | 15                                     | 29                                     | 37                                     | 60                                     | 68                                     | uit                                    |

### NPO Radio 2 Top 2000
Push It stond alleen in 2000 in de NPO Radio 2 Top 2000, op plek 1395.
- MusicBrainz release group: 76ab9454-a57c-3694-baaa-43a20881241c
- MusicBrainz work: 8efae7c3-96cd-3aa4-9e48-0441b589f4f3